# آیوالیک
آیوالیک (به ترکی استانبولی: Ayvalık) شهری است در کشور ترکیه که در استان بالیکسیر واقع شده‌است. جمعیت این شهر بر اساس سرشماری سال ۲۰۰۸ میلادی ۳۴٬۹۶۸ نفر و بر اساس برآوردهای سال ۲۰۰۹ میلادی ۳۵٬۲۸۵ نفر می‌باشد.